# Wohnhausgruppe Benquestraße
Die Wohnhausgruppe Benquestraße in Bremen-Schwachhausen, Ortsteil Bürgerpark, Ecke Hartwigstraße/Benquestraße 44 bis 56, stammt von 1910 bis 1913. 
Die Gebäude stehen seit 2019 unter Bremischem Denkmalschutz.

## Geschichte
Die sieben verputzten unterschiedlichen Gebäude mit vielfältigen Vorbauten und Loggien, differenzierten Balkonen sowie Walm- und Satteldächern wurden von 1909 bis 1913 nach Plänen von Heinrich Garbade für den Architekten Garbade, den Stuhlrohrfabrikanten Rudolf Hermann Heinrich Gildemeister, den Lloydmitarbeiter Friedrich Albert Knüppel, die Witwe des Hotelgeschäftsführers Carsten Friedrich Hillmanns, den Kaufmann Adolf Ferdinand Max Focke, den Getreidegroßhändler Theodor Gustav Tewes und den Kaffeekaufmann Carl Ronning gebaut. Zwischen Nr. 56 und 58 war eine nicht realisierte Straße geplant, sodass beide Häuser als Eckhäuser ausgebildet wurden.
Das Landesamt für Denkmalpflege Bremen befand: „Die bemerkenswert gut erhaltenen, als eine abwechslungsreich und doch einheitlich gestaltete Hauszeile aus einem Guss malerisch gruppierten Häuser sind der Reformarchitektur der Zeit vor dem Ersten Weltkrieg zuzurechnen und zeigen sowohl in der inneren Disposition (Treppenhaushallen) wie in der Gestaltung der Baukörper (Bow- und Bay-Windows, teils durchlaufende Sturzgesimse unmittelbar über Fenstergruppen etc.) den zeittypischen Einfluss des von Muthesius bekannt gemachten Englischen Landhauses.“